# 국도 제28호선 (미국)
국도 제28호선(U.S. Route 28)은 1926년부터 1952년 2월 1일까지 존속된 옛 미국의 일반 국도이다. 존속되었던 시절의 구간은 유진과 온타리오를 서로 오가는 노선으로 운용되었으며 접촉하고 있는 도로는 기점인 유진에서는 국도 제99호선과 교차하였고, 종점부인 온타리오에서는 국도 제20호선과도 만난다. 현재의 미국 28번 국도는 오리건주도 제126호선과 국도 제26호선으로 각각 계승되어 오늘에 이르고 있다.

## 관련 도로
- 국도 제26호선 (미국)
- 오리건주도 제126호선(영어판)